# لويس رودولفو إنريكيز مارتينيز
لويس رودولفو إنريكيز مارتينيز (بالإسبانية: Luis Rodolfo Enríquez Martínez)‏ هو سياسي مكسيكي، ولد في 23 يونيو 1970 في تيخوانا في المكسيك. حزبياً، نشط في حزب العمل الوطني. وقد انتخب عضو مجلس النواب المكسيك.